# Нефи
Нефи (на английски: Nephi) е град в окръг Джуаб, щата Юта, САЩ. Нефи е с население от 4733 жители (2000) и обща площ от 10,8 km². Намира се на 1563 m надморска височина. ЗИП кодът му е 84648, а телефонният му код е 435.